# Oligodon perkinsi
Oligodon perkinsi är en ormart som beskrevs av Taylor 1925. Oligodon perkinsi ingår i släktet Oligodon och familjen snokar. Inga underarter finns listade i Catalogue of Life.
Denna orm förekommer på Palawan i västra Filippinerna och på några mindre öar i regionen. Arten lever i låglandet och i bergstrakter upp till 900 meter över havet. Individerna vistas i fuktiga skogar. Honor lägger antagligen ägg.
Beståndet hotas i viss mån av skogarnas omvandling till jordbruksmark och av gruvdrift. Uppskattningsvis är utbredningsområdet 20 000 km² stort. IUCN kategoriserar arten globalt som nära hotad.